# Конюшина вузьколиста
{{#ifeq:0|0|{{#if:|{{#if:Trifoliumangustifolium|[[]}}|}}}}
Конюшина вузьколиста (Trifolium angustifolium L.) — вид рослин родини бобові (Fabaceae). Етимологія: лат. angustus — «вузький», лат. folium — «лист».

## Морфологія
Однорічна рослина, із стеблами до 40–50 см. Стебла прямостійні, жорсткі, розгалужені біля основи, волохаті. Бічні пагони коротші. Листки черешкові, трійчасті, з листовими фрагментами 2–8 см і шириною 2–4 мм, лінійно-гострими, опушеними з обох сторін. Суцвіття (15)25–130 × 14–28 мм, колосоподібне. Рожеві квіти, 10–12 мм. Насіння 1.5–2.4 мм, яйцеподібне, гладке, жовтуватого кольору.

## Поширення, біологія
Поширення: Північна Африка: Алжир; [пн.] Єгипет [пн.]; Лівія [пн.]; Марокко; Туніс. Західна Азія: Кіпр; Іран; Ірак; Ізраїль; Ліван; Сирія; Туреччина; Туркменістан. Кавказ: Вірменія; Азербайджан; Грузія; Росія — Дагестан, Краснодар. Європа: Австрія; Білорусь; Україна [вкл. Крим]; Болгарія; Колишня Югославія; Греція [вкл. Крит]; Італія [вкл. Сардинія, Сицилія]; Франція [вкл. Корсика]; Португалія [вкл. Мадейра]; Іспанія [вкл. Балеарські острови, Канарські острови]. Населяє луки 0–1500 м. Квітне на початку літа.
В Україні вид зростає на сухих трав'янистих схилах, у світлих лісах і чагарниках — на ПБК (від Рибальського до Севастополя) звичайний; відзначений на яйлі та в околицях Сімферополя.

## Галерея

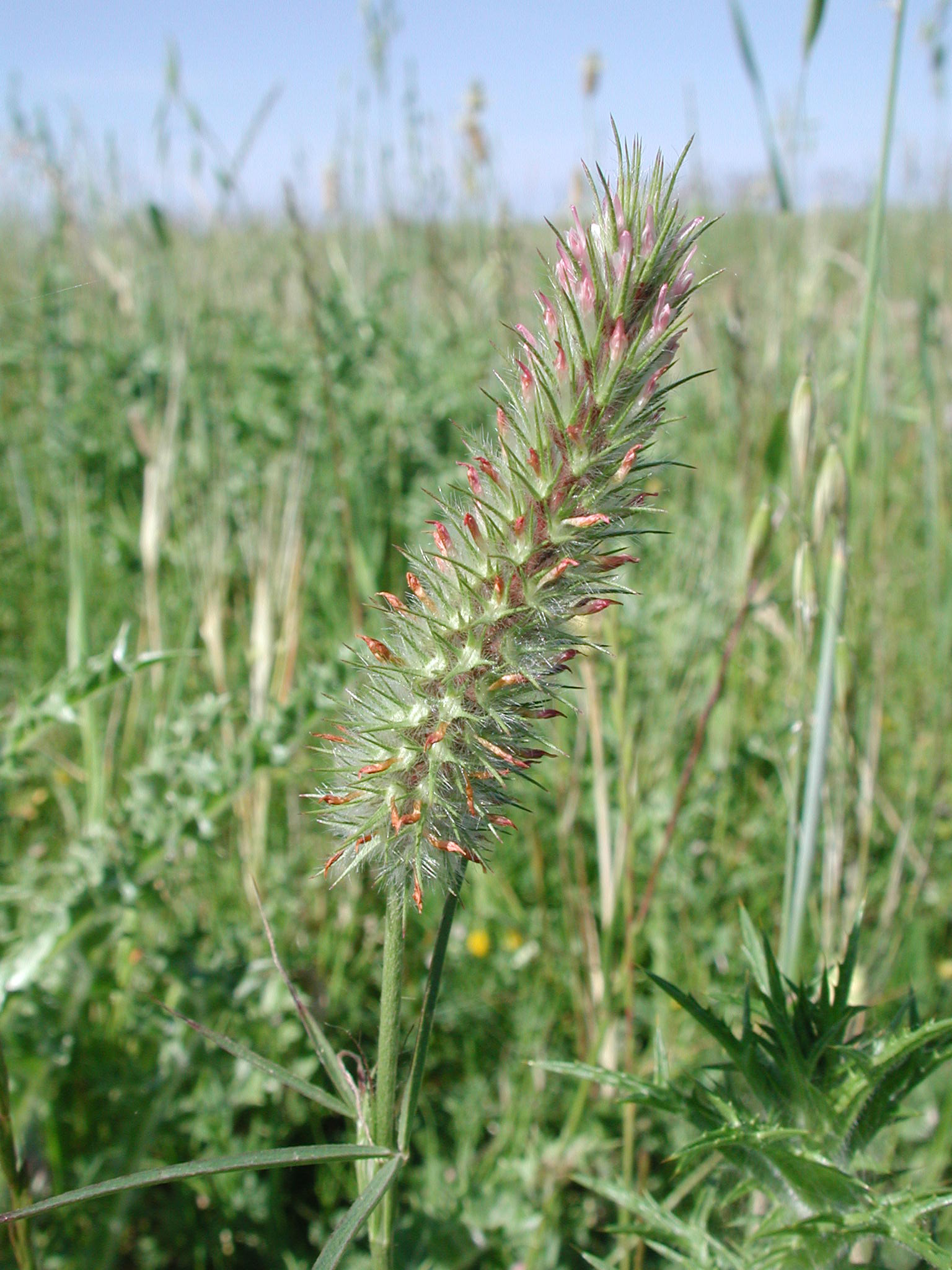
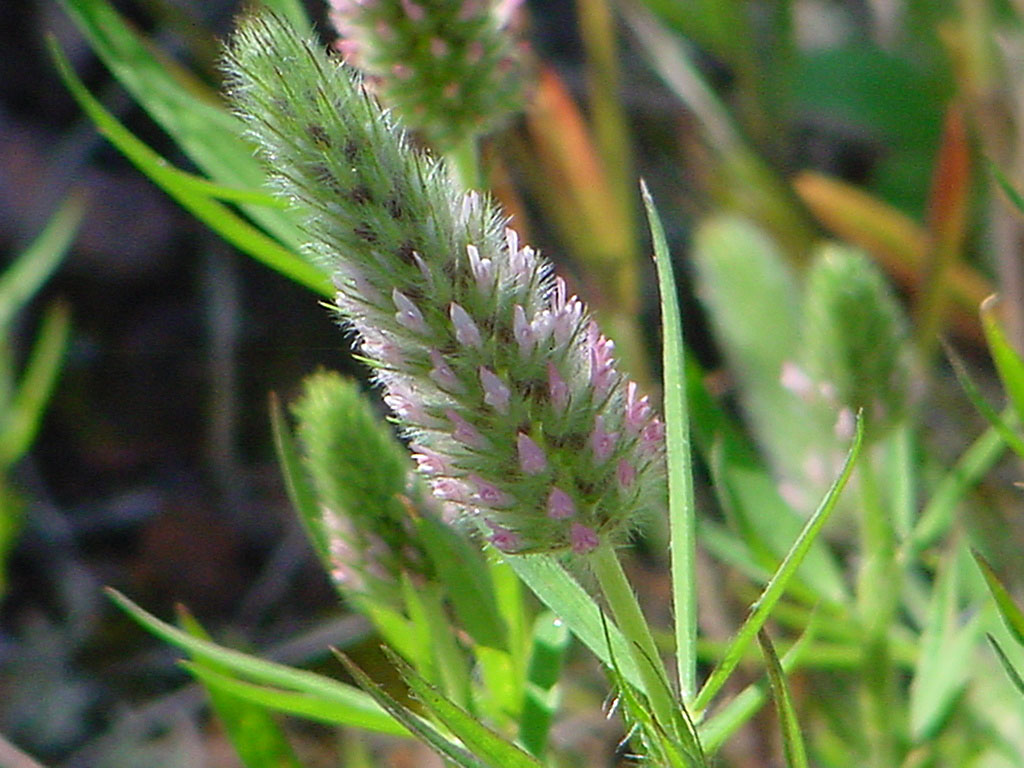
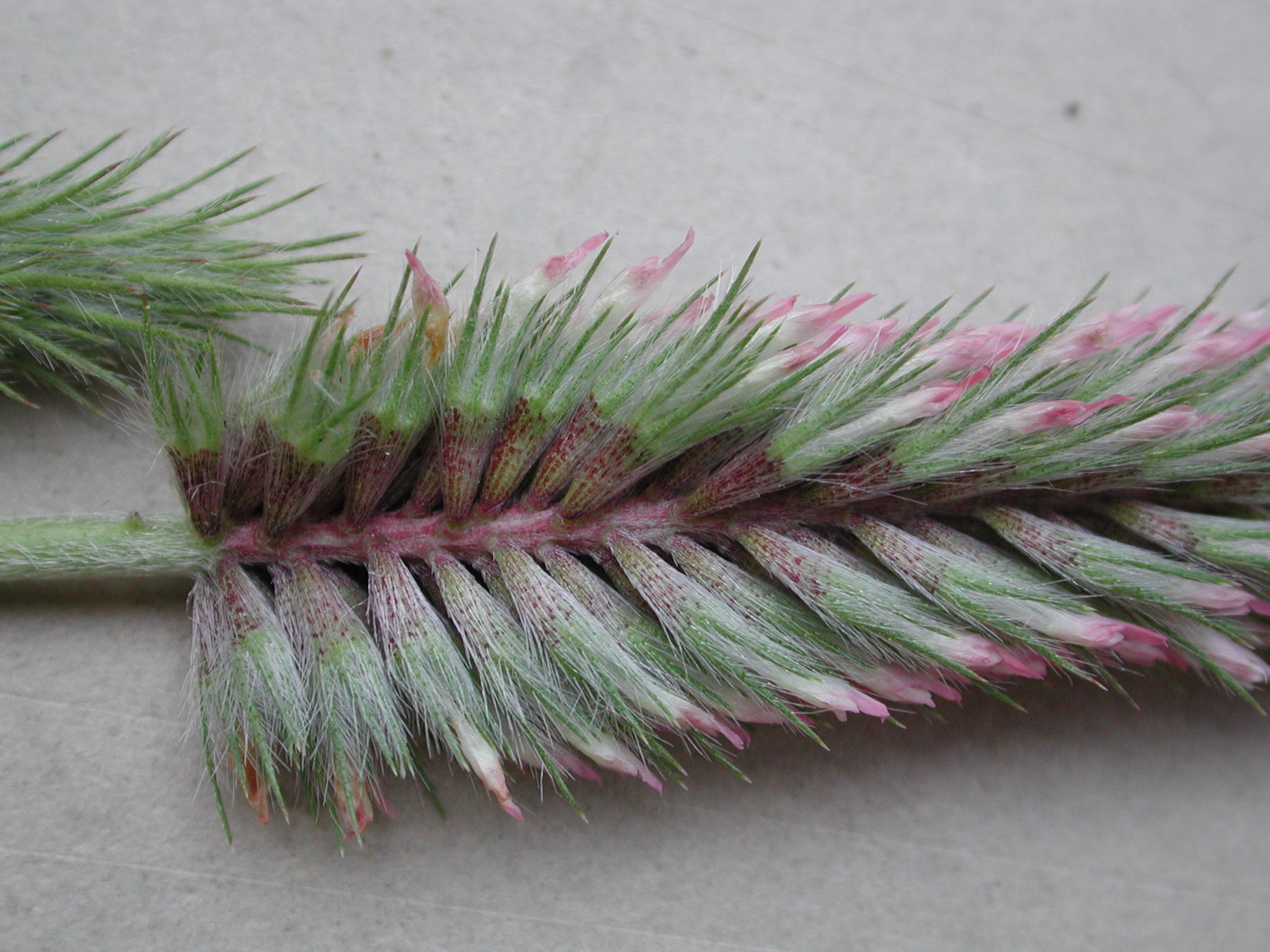